# Buen pez
Buen pez es el cuarto álbum de estudio del cantante y compositor mexicano Caloncho, lanzado el 1 de junio de 2022 por Universal Music México. Consta de 9 pistas originales. Tres sencillos se lanzaron como oficiales acompañados de un video oficial; el primero de ellos «Naranjita sí carnal» salió a la luz el 1 de marzo de 2022, posteriormente se publicó «Somos instantes» el 26 de abril y finalmente se lanzó «Separarnos» el 31 de mayo de 2022 junto al cantante Bobby Pulido.
Sobre el álbum Caloncho comento: «También tiene canciones que hablan de temas como no tan plenos o tan buena onda como separaciones o cosas así, que pueden llegar a ser tristes, pero por algún motivo no se perciben fatalistas. Entonces siento que envuelven muchos temas e ideales del resto de los discos. Y, por otra parte, también es un de aquí para adelante» según en una entrevista para la revista Vogue.
El álbum está inspirado en géneros musicales como el calipso, el tex-mex, la música regional mexicana, el synth pop, entre otros. Las canciones fueron escritas durante su estancia en la Riviera Nayarit. Buen pez cuenta con la participación de artistas como Bobby Pulido («Separarnos»), Little Jesus («Viaje redondo»), Melissa Robles («Como éramos antes») y Carlos Colosio y Charles Ans («Naranja a morado»).

## Lista de canciones
| N.º   | Título                | Escritor(es) | Duración |  |
| 1.    | «Naranjita sí carnal» | Óscar Alfonso Castro Valenzuela • Hector Ruben Mena Escudero • José Héctor Portilla Rodríguez • Oliver Garcia Ceron | 3:14     |  |
| 2.    | «Somos instantes»     | Castro • KURT | 3:13     |  |
| 3.    | «Separanos»           | Castro • Mena • Portilla • Garcia                                                                                   | 2:58     |  |
| 4.    | «Turistas»            | Castro • Mena • Portilla • Garcia                                                                                   | 3:47     |  |
| 5.    | «Viaje redondo»       | Castro • Juan Santiago Casillas Escobedo                                                                            | 3:29     |  |
| 6.    | «Dulce cotidiano»     | Castro • Rodolfo David Aguilar Dorantes                                                                             | 3:30     |  |
| 7.    | «Como éramos antes»   | Castro • Mena • Portilla • Garcia                                                                                   | 3:07     |  |
| 8.    | «Naranja a morado»    | Castro • Carlos Colosio • Charles Ans                                                                               | 4:16     |  |
| 9.    | «Luciérnagas»         | Castro • Edgar Vicente Zepeda Aguilar • Mena • Portilla • Garcia                                                    | 3:39     |  |
| 31:17 |                       | |          |  |

| Edición deluz |                   |          |  |
| N.º           | Título            | Duración |  |
| 10.           | «Regalo»          | 2:57     |  |
| 11.           | «Post química»    | 3:07     |  |
| 12.           | «Bien del puerco» | 3:07     |  |
| 40:00         |                   |          |  |

## Historial de lanzamiento
| País   | Fecha              | Formato(s)            | Sello                  | Ref.  |
| ------ | ------------------ | --------------------- | ---------------------- | ----- |
| México | 1 de junio de 2022 | CD + Descarga digital | Universal Music México | [ 5 ] |